# انتخابات مجلس عراق (ژانویه ۲۰۰۵)

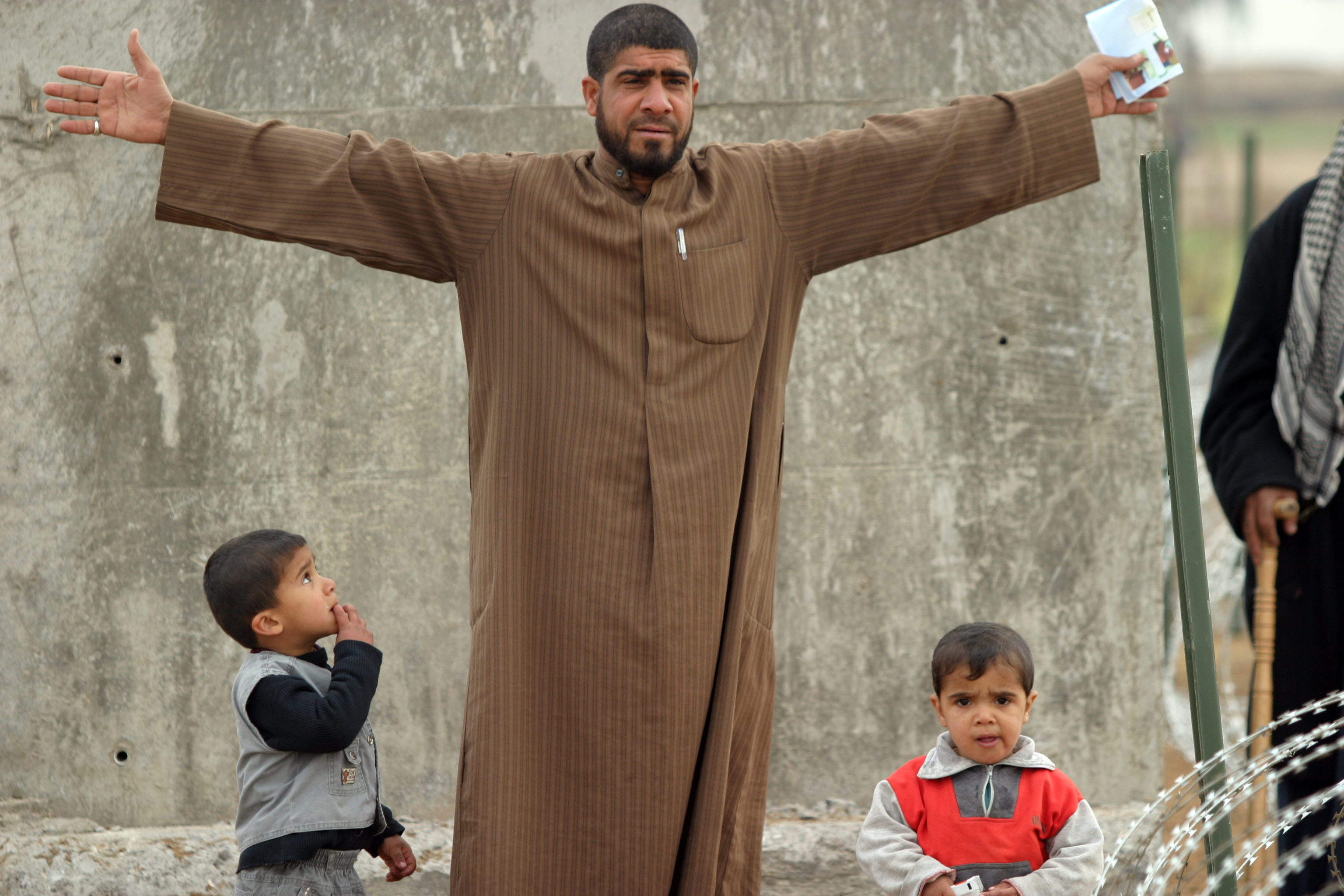
یک مرد عراقی پس از جنگ سال ۲۰۰۳ برای اولین انتخابات در عراق رأی می‌دهد

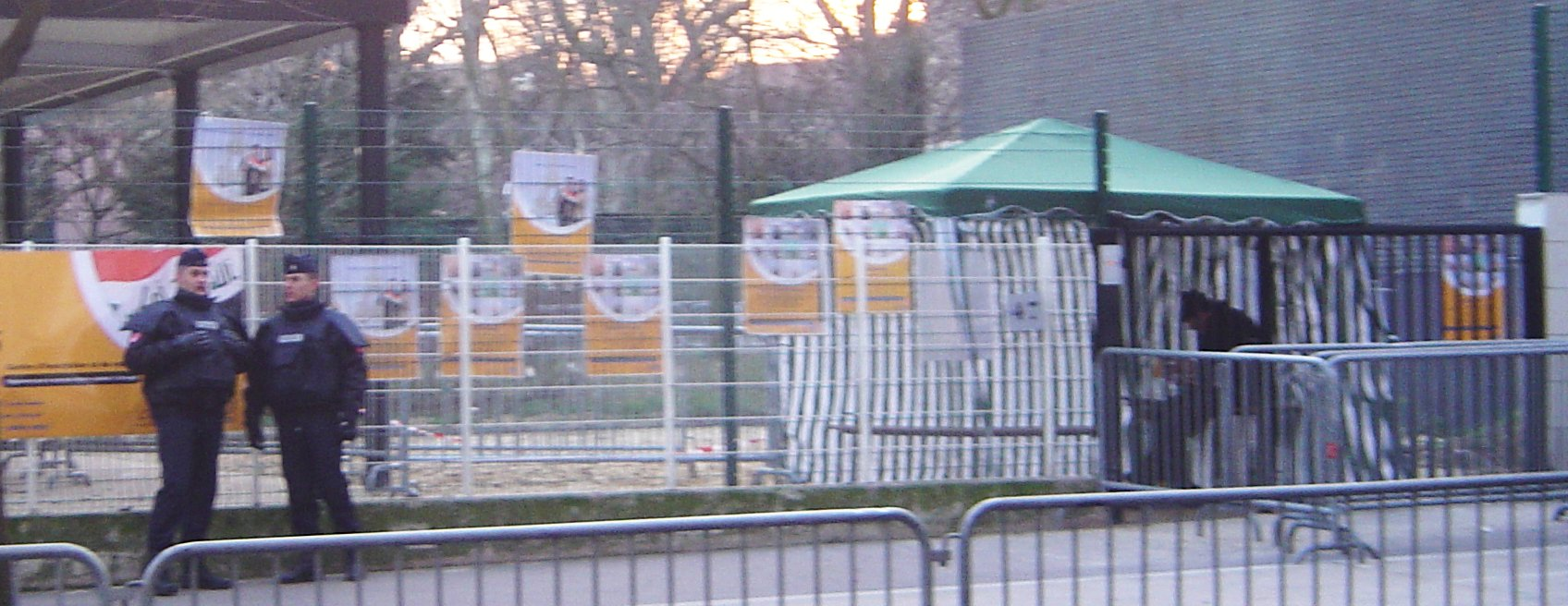
با توجه به احتمال اختلال، ورودی‌های رأی‌گیری در پاریس توسط پلیس CRS محافظت می‌شد. به پوشش ویکی ویوا مراجعه کنید.

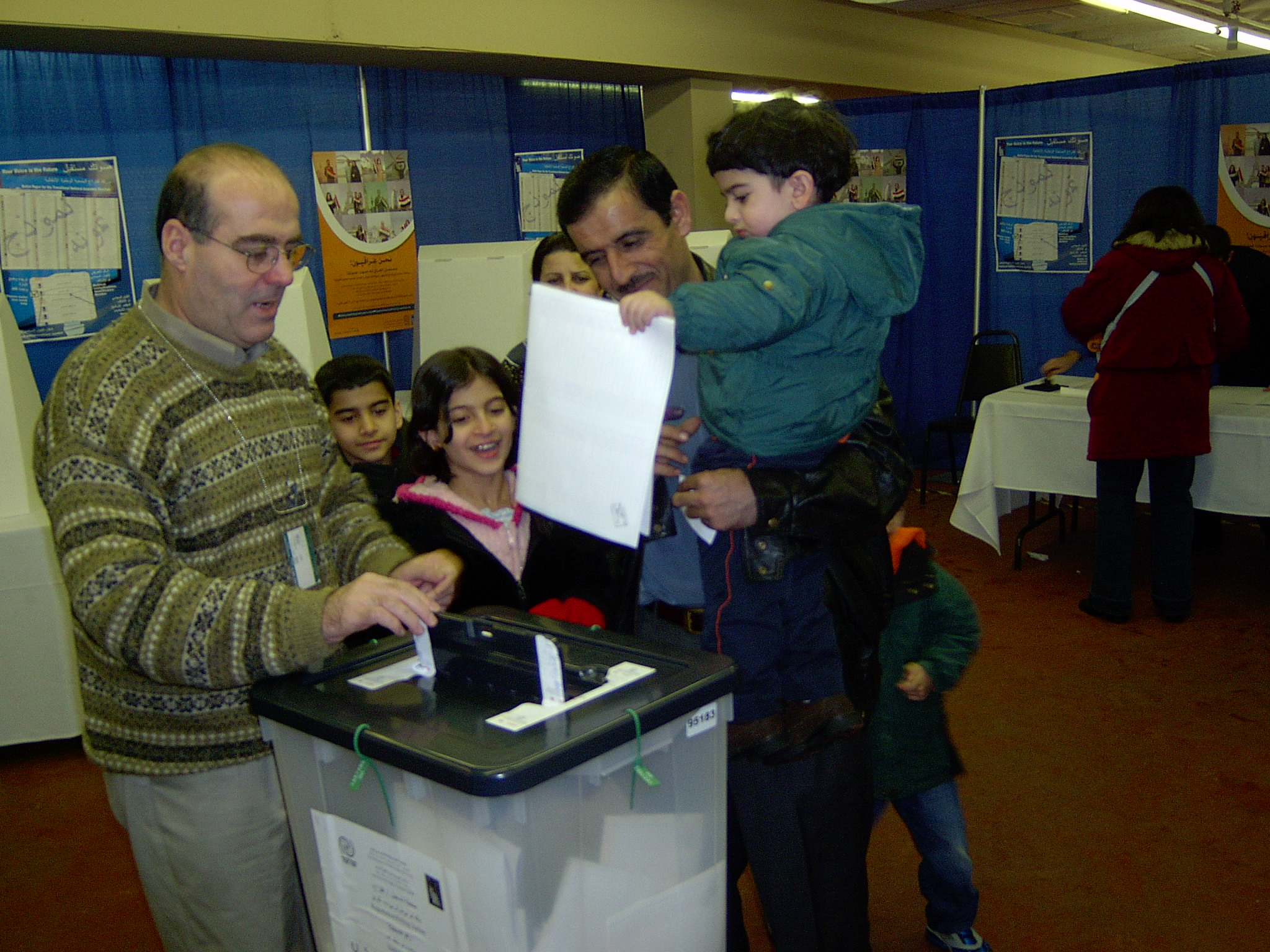
رأی‌گیری در واشینگتن، دی سی، ایالات متحده

انتخابات مجلس عراق در ۳۰ ژانویه ۲۰۰۵ در عراق برای انتخاب مجلس ملی جدید، در کنار انتخابات استان و یک انتخابات پارلمانی در کردستان عراق برگزار شد. قوه مقننه ۲۷۵ نفره در دوره اشغال بین‌المللی طبق قانون انتقالی ایجاد شده بود. به بدنه منتخب این وظیفه داده شد که قانون اساسی جدید را بنویسد و وظایف قانونگذاری را تا زمان اجرای قانون اساسی جدید اعمال کند. این انتخابات همچنین منجر به تشکیل دولت انتقالی عراق شد.
ائتلاف عراق متحد، به‌طور ضمنی با حمایت سید علی سیستانی، به‌عنوان بزرگ‌ترین بلوک با ۴۸ درصد آرا پدید آمد. اتحاد میهنی دموکراتیک کردستان با ۲۶ درصد در جایگاه دوم قرار داشت، در حالی که حزب نخست‌وزیر موقت ایاد علاوی، لیست عراق، با ۱۴ درصد در جایگاه سوم قرار گرفت. درمجموع، دوازده حزب برای کرسی کرسی در مجلس آرای کافی گرفتند.
مشارکت کم در میان عرب‌های سنی، مشروعیت انتخابات را تهدید کرد، که حضور در رأی‌دهندگان در استان الانبار حداقل ۲ درصد بود. بیش از ۱۰۰ حمله مسلحانه به مراکز رأی‌گیری رخ داد که باعث کشته شدن حداقل ۴۴ نفر از جمله ۹ بمب‌گذار انتحاری در سراسر کشور و حداقل ۲۰ نفر در بغداد بود.

## زمینه
در نوامبر ۲۰۰۳، اداره موقت ائتلاف با مدیریت آمریکا برنامه‌هایی برای واگذاری حاکمیت به دولت موقت عراق تا اواسط سال ۲۰۰۴ اعلام کرده بود. انتقال واقعی حاکمیت در ۲۸ ژوئن ۲۰۰۴ اتفاق افتاد. رئیس‌جمهور موقت منصوب شده شیخ غازی مشعل عجیل الیاور بود و نخست‌وزیر موقت ایاد علوی بود، مردی که طبق گفته‌های مقامات اطلاعاتی سابق آمریکا دارایی CIA بوده‌است.
این رأی‌گیری به‌عنوان اولین انتخابات عمومی پس از حمله ایالات متحده در سال ۲۰۰۳ به عراق بود و گام مهمی را در انتقال کنترل کشور از نیروهای اشغالگر ایالات متحده به خود عراقی‌ها نشان داد.

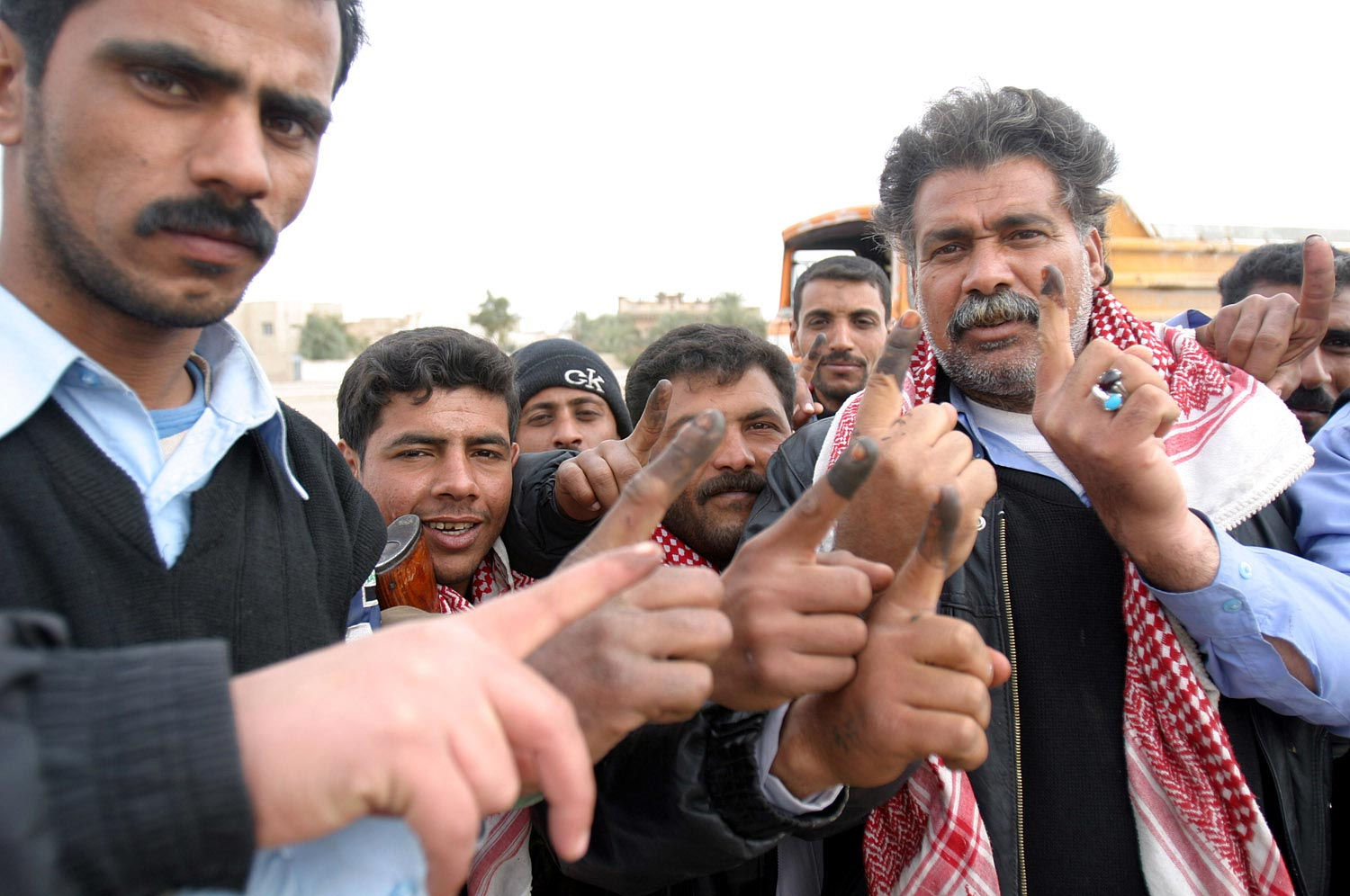
افسران پلیس عراق انگشت‌های اشاره خود را که با جوهر پاک نشدنی بنفش مشخص شده‌اند، نگه می‌دارند، یک اقدام امنیتی برای جلوگیری از رأی‌گیری مضاعف.